# 汤逊湖站
汤逊湖站，位于中华人民共和国湖北省武汉市江夏区民族大道，是武咸城际铁路上的火车站，于2013年12月28日启用营运，中国铁路武汉局集团有限公司管辖。原计划中武汉轨道交通9号线亦会经过本站。

## 車站周邊
- 核动力运行研究所
- 汤逊湖
- 武汉枫叶外籍子女学校
- 武汉海创源孵化器产业园区
- 中国移动玉龙岛合作营业厅
- 中国电信庙山营业厅
- 华中师范大学第一附属中学

## 歷史
- 2013年12月28日通车启用。[2]

## 外部連結
- 中国铁路客户服务中心 （页面存档备份，存于）